# 4-я дивизия тяжёлой кавалерии (Первая империя)
4-я дивизия тяжёлой кавалерии (фр. 4e division de grosse cavalerie) — кавалерийская дивизия Франции периода наполеоновских войн.

## История дивизии
Дивизия образована императором Наполеоном как резервная 17 апреля 1811 года из 1-го и 2-го карабинерских и 1-го кирасирского полков. 15 октября 1811 года получила приказ собраться под началом генерала Нансути в Кёльне. 25 декабря 1811 года дивизия получила бригадных генералов Шуара и Польтр де Ламотта. 2 января 1812 года к дивизии был добавлен 4-й шеволежер-уланский полк. 9 января 1812 года дивизию возглавил генерал Дефранс, а также она была включена в состав 2-го корпуса кавалерийского резерва.
24 июня 1812 года дивизия перешла р. Неман у Понемуня (в р-не Ковно), совершила переход до Вильно, затем – через Браслав, Дисну, Полоцк и Витебск к Рудне. На 2 августа в ней состояло налицо 1720 человек и 1795 лошадей. В августе дивизия в составе авангарда Мюрата участвовала в сражении при Смоленске. При наступлении к Москве дивизия участвовала в нескольких авангардных делах, в т. ч. 27 августа у Беломирского (на р. Осьма), где 4-й шеволежер-уланский полк прорвал батальонное каре русских егерей и захватил около 100 пленных. 2 сентября под Гжатском она имела в строю 1485 чел. и 1430 лошадей (её конная артиллерия была временно придана 2-й дивизии тяжёлой кавалерии).
В начале Бородинского сражения дивизия заняла исходную позицию в третьем эшелоне своего корпуса. В 11 часов она была переброшена к подошве Курганной высоты, затем участвовала в атаках на кавалерию и пехоту к югу от Курганной батареи. Карабинеры и шеволежеры опрокинули русскую драгунскую бригаду полковника Крейца, но отступили перед батальонными каре Перновского пехотного и 34-го егерского полков. После взятия Курганной батареи генерал Дефранс, временно принявший командование 2-м корпусом резервной кавалерии вместо убитого генерал Коленкура, построил дивизию для новой атаки, однако в этот момент под ним была убита лошадь, а сам он сильно контужен. Временно возглавивший дивизию генерал Бувье дез Эклаз повел 1-ю и 2-ю бригады в наступление за ручей Огник. Дивизия с переменным успехом сражалась с русской конницей 2-го и 3-го резервных кавалерийских корпусов, но около 17 часов окончательно отступила. При Бородине был ранен картечью генерал Шуар.
С 8 сентября дивизия наступала к Москве в составе авангарда Мюрата. 14 сентября она вступила в город (в тот день её вновь возглавил генерал Дефранс, оправившийся от контузии), выдвинулась на Владимирскую дорогу, затем перешла на Рязанскую дорогу, участвовала в преследовании российской армии и 4 октября сражалась при Спас-Купле. Офицеры и солдаты, оставшиеся без коней, вошли в состав бригады спешенной кавалерии генерала Шарьера. Во время лагерной стоянки у д. Тетеринка (на р. Чернишня) боевой состав дивизии значительно уменьшился вследствие падежа лошадей. К 18 октября 1-й, 2-й карабинерские и 1-й кирасирский полки насчитывали примерно по 200 всадников каждый. 4-й шеволежер-уланский полк, получивший пополнение из маршевых частей, временно был объединён в отдельную бригаду с 2-м шеволежер-уланским полком из 2-й дивизии.
В Тарутинском сражении дивизия потеряла свои орудия, но её полки проявили большую отвагу, отражая атаки казаков генерал-майора Орлова-Денисова. Особенно отличился 2-й карабинерский полк, с боем пробившийся из окружения, а 1-й кирасирский полк при отступлении потерял значительную часть людей и своего орла. 1-й и 2-й карабинерские полки по приказу Мюрата ударили по русскому 20-му егерскому полку, который атаковал в штыки польскую батарею генерала Пельтье. Егеря построились в каре, но карабинеры, поддержанные 6-м кирасирским полком 5-й дивизии, прорвали его и нанесли егерям тяжёлые потери.
При отступлении к Смоленску 13 ноября конные карабинеры (ок. 200 всадников) и кирасиры вошли в состав 2-го кирасирского полка-пикета сводной тяжёлой кавалерийской дивизии генерала Лоржа, а сохранившие лошадей шеволежеры – в 5-й полк-пикет сводной лёгкой кавалерийской дивизии генерала Брюйера. Обе эти сводные дивизии, составлявшие кавалерийский корпус-пикет генерала Латур-Мобура, участвовали в сражении при Красном. В Бобре 23 ноября все конные офицеры дивизии, оставшиеся без должности, вошли во 2-ю роту полка Почётной гвардии («Священного эскадрона») генерала Груши. Майором полка стал генерал Себастьяни, а капитаном-командиром 2-й роты – генерал Дефранс. 27 ноября «Священный эскадрон» и сводный корпус Латур-Мобура переправились через р. Березина. 8 декабря Почётная гвардия была распущена, а остатки корпуса-пикета 11 декабря расформированы в Ковно.
19 декабря в Кёнигсберге был заново сформирован 1-й кирасирский полк. В январе 1813 остатки дивизии, собранные в княжестве Анхальт-Бернбург, насчитывали 40 офицеров и 60 солдат. Вместе с уцелевшими всадниками 2-й дивизии тяжёлой кавалерии они составили один временный полк под командованием генерала Бувье дез Эклаза. 2 февраля 1813 года генерал Дефранс сдал командование дивизией генерал Шуару.
6 февраля 1813 года дивизия была реорганизована Императором: карабинеры и кирасиры вошли в состав 1-й бригады 2-й дивизии тяжёлой кавалерии, а шеволежеры – во 2-ю дивизию лёгкой кавалерии Пажоля. Их место в составе 4-й дивизии заняли эскадроны драгун из различных полков.
18 ноября 1813 года по причине огромных потерь, понесённых в Битве народов, Император реорганизовал французскую армию. В состав 4-й дивизии были включены драгунские полки из расформированной 6-й дивизии.
Сражалась до отречения Наполеона.

## Командование дивизии

### Командиры дивизии
- Генерал Дефрансдолжность вакантна (17 апреля 1811 – 15 октября 1811)
- дивизионный генерал Этьен Нансути (15 октября 1811 – 9 января 1812)
- дивизионный генерал Жан-Мари Дефранс (9 января 1812 – 7 сентября 1812)
- бригадный генерал Жозеф Бувье дез Эклаз (7 сентября 1812 – 14 сентября 1812)
- дивизионный генерал Жан-Мари Дефранс (14 сентября 1812 – 2 февраля 1813)
- бригадный генерал Луи Шуар (2 февраля 1813 – 6 февраля 1813)
- дивизионный генерал Жан-Мари Дефранс (6 февраля 1813 – 18 ноября 1813)
- бригадный генерал Огюст Ламотт (18 ноября 1813 – 5 января 1814)
- дивизионный генерал Самюэль Леритье (5 января 1814 – 12 мая 1814)

### Начальники штаба дивизии
- полковник штаба Жорж Николя Мержес (1812)
- полковник штаба Теодор Контамин (19 февраля 1814 – 12 мая 1814)

## Состав дивизии
штаб дивизии
1-й карабинерский полк (фр. 1er régiment de carabiniers)
в составе дивизии с 17 апреля 1811 года по 6 февраля 1813 года.
2-й карабинерский полк (фр. 2e régiment de carabiniers)
в составе дивизии с 17 апреля 1811 года по 6 февраля 1813 года.
1-й кирасирский полк (фр. 1er régiment de cuirassiers)
в составе дивизии с 17 апреля 1811 года по 6 февраля 1813 года.
4-й шеволежерский полк (фр. 4e régiment de chevau-légers lanciers)
в составе дивизии со 2 января 1812 года и до 6 февраля 1813 года.

## Подчинение и номер дивизии
- 4-я дивизия тяжёлой кавалерии 2-го корпуса резервной кавалерии Великой Армии (15 февраля 1812 года);
- 4-я дивизия тяжёлой кавалерии 3-го корпуса резервной кавалерии Великой Армии (6 февраля 1813 года);
- 4-я дивизия тяжёлой кавалерии 5-го корпуса резервной кавалерии Великой Армии (февраль 1814 года).

## Организация дивизии
На 1 июля 1812 года:
- 1-я бригада (командир – бригадный генерал Жозеф Бувье дез Эклаз)
  - 1-й карабинерский полк (командир – полковник Франсуа Ларош)
- 2-я бригада (командир – бригадный генерал Луи Шуар)
  - 2-й карабинерский полк (командир – полковник Амабль Бланкар)
- 3-я бригада (командир – бригадный генерал Пьер Польтр де Ламотт)
  - 1-й кирасирский полк (командир – полковник Антуан-Маргерит Клерк)
  - 1-я рота 4-го шеволежерского полка

На 16 октября 1813 года:
- 1-я бригада (командир – бригадный генерал Жак Авис)
  - по одному эскадрону от 4-го, 5-го, 12-го, 14-го и 24-го драгунских полков
- 2-я бригада (командир – бригадный генерал Жан Кинетт де Серне)
  - по одному эскадрону от 16-го, 17-го, 21-го, 26-го, 27-го драгунских полков и 13-го кирасирского полка

На 1 февраля 1814 года:
- 1-я бригада (командир – бригадный генерал Огюст Ламотт)
  - 18-й драгунский полк
  - 19-й драгунский полк
  - 20-й драгунский полк (командир – полковник Пьер Дезаргю)
- 2-я бригада (командир – бригадный генерал Жан Коллер)
  - 22-й драгунский полк
  - 25-й драгунский полк

## Награждённые

### Коммандан ордена Почётного легиона
- Самюэль Леритье, 3 апреля 1814 – дивизионный генерал

### Офицеры ордена Почётного легиона
- Пьер Абер, 21 июля 1811 – капитан 1-го карабинерского
- Жан Бертелон, 11 января 1812 – капитан 4-го шеволежерского

- Антуан Фаже, 11 января 1812 – капитан 4-го шеволежерского
- Жорж Николя Мержес, 18 октября 1812 – полковник, начальник штаба дивизии

### Комментарии
1. ↑  В приказе значится генерал Шварц, но это скорее всего ошибка, так как он попал в плен в Испании в сентябре 1810 года